# 岸なみ
岸 なみ（きし なみ、女性、1912年3月8日 - 2015年7月23日）は、日本の編集者、児童文学作家、翻訳家。
本名は、土子 登代子（つちこ・とよこ）。

## 経歴
静岡県出身。静岡英和女学校（現静岡英和女学院中学校・高等学校）卒業。
雑誌『少女の友』（実業之日本社）の編集者として活動。翻訳家である中村妙子の才を見出す。
その後、出版社「こまどり書苑」を創立し、自身も児童文学作家、翻訳家として活動。
2015年7月23日、老衰のため103歳で死去。墓所は多磨霊園。
作品の一つ「たぬきの糸車」（『伊豆の民話』所収）は昭和52年度（1977年度）より光村図書の小学校1年国語教科書に掲載され続けている。

## 著書
- 『石の花』（梁川剛一絵、講談社、講談社の絵本） 1956
- 『伊豆の民話』（未来社、日本の民話） 1957
- 『キュリー夫人』（中山正美絵、偕成社、なかよし絵文庫） 1959
- 『ヘレン・ケラー』（辰巳まさえ絵、偕成社、幼年伝記ものがたり） 1964
- 『おにのよめさん』（福田庄助絵、偕成社、どうわ絵本） 1969
- 『世界のほらふき話』（編著、偕成社、民話と伝説 少年少女・類別） 1971
- 『マリアン・アンダースン』（潮出版社、ポケット偉人伝） 1971
- 『おに・てんぐばなし』（赤坂三好絵、偕成社、幼年版民話シリーズ） 1972
- 『心をうつ話・いじん物語 1～3年』（西村達馬絵、偕成社、学年別児童文庫） 1972 - 1974
- 『ふしぎばなし』（池田浩彰絵、偕成社、幼年版民話シリーズ） 1973

## 翻訳・再話
- 『黄金の河の王様』（ジョーン・ラスキン、若山旅人絵、中央公論社、ともだち文庫） 1950
- 『せむしの子馬』（エルショーフ、若山旅人絵、講談社、世界名作童話全集） 1950
- 『オズの魔法つかい』（バウム、小坂茂絵、講談社、世界名作童話全集） 1951
- 『王女ナスカ』（アメリア・ハッチソン・スターリング、林唯一絵、講談社、世界名作全集）　1954
- 『ライラック咲く家』（ルイザ・メイ・オルコット、加藤まさを絵、講談社、世界名作全集） 1955
- 『山の少女アン』（ジュヌヴィエーヴ・フォックス、矢車涼絵、講談社、世界少女小説全集） 1958
- 『サーカスの少女』（ジェーン・ラドロウ・ドレイク・アボット、岡野謙二絵、偕成社、世界少女名作全集） 1958
- 『人形つかいのポーレ』（シュトルム、下高原千歳絵、偕成社、世界少女名作全集） 1959
- 『レビッツ家のひみつ』（アボット、松田穰絵、偕成社、世界少女名作全集） 1960
- 『幸福の家』（アボット、遠藤てるよ絵、偕成社、少女世界文学全集） 1961
- 『アンクル・トム物語』（ハリエット・ビーチャー・ストウ、桜井誠絵、岩崎書店、世界少女名作全集） 1964
- 『シェークスピア名作集』（西村保史郎絵、偕成社、幼年世界文学全集）  1965
- 『小公子』（バーネット、若菜珪絵、講談社、世界の名作） 1965
- 『小公女』（バーネット、講談社、世界の名作） 1965
- 『世界むかし話 世界民話集』（小野木学絵、偕成社、世界のどうわ） 1965